# Abdallahi ibn Muhammad

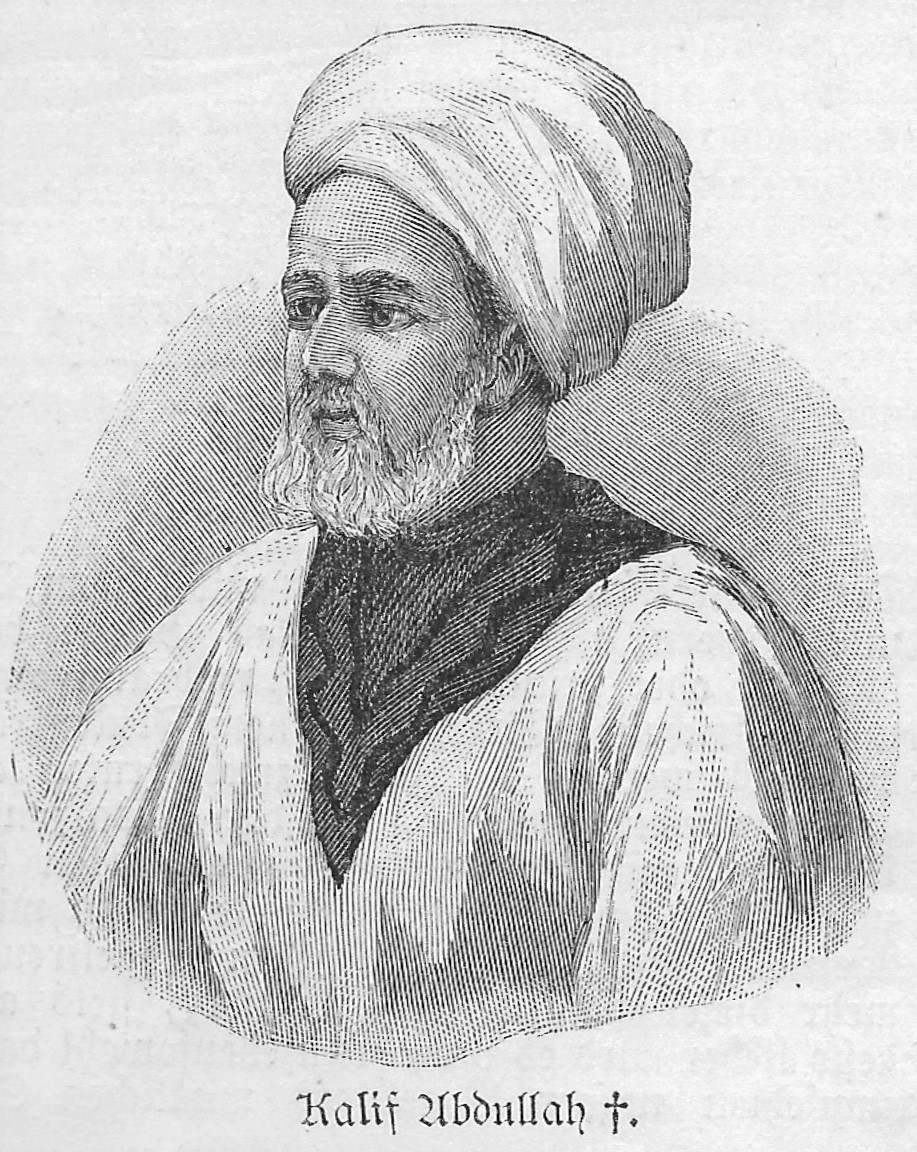
Ilustración de Abdallahi ibn Muhammad.

Abdallahi ibn Muhammad, ʽAbd Allāh ibn Muḥammad al-Taʽīʾishī o ʽAbdullahi (1846, Sudán-24 de noviembre de 1899, Kordofán) fue un líder político y religioso que tomó el lugar de Muḥammad Aḥmad al-Mahdī en el mandato del movimiento Mahdista en 1885.
Lanzó ataques en contra de los etíopes e invadió sin éxito Egipto, afianzando su posición para 1891. En 1896 las fuerzas anglo-egipcias emprendieron la reconquista de Sudán. ʽAbd Allāh resistió hasta 1898, cuando fue forzado a huir de Omdurmán tras perder la batalla de Omdurmán. Murió en la batalla de Umm Diwaykarat el 24 de noviembre de 1899. 